# Огненная пора (роман)
Огненная пора (или Время огня) (англ. Fire Time) — фантастический роман американского писателя Пола Андерсона. В 1975 роман номинировался на премию Хьюго за лучший роман, но в итоге премия досталась роману «Обездоленные» («The Dispossessed») писательницы Урсулы Ле Гуин

## Описание сюжета
Пролог. Герои встречаются с трибуном Даниэлем Эспиной и рассказывают ему о прошедших событиях.
Основное повествование. К планете Иштар, населённой людьми и гуманоидами-иштарийцами, похожими на кентавров, приближается красный гигант Ану, каждые тысячу лет выжигающий своими лучами поверхность северного материка Валенен. Населяющие его варвары-тассуры устремляются на юг, чтобы выжить. Их возглавляет бывший офицер легиона Арнанак, получивший поддержку у таинственной расы дауров, населяющих север Валеннена. Варвары считают дауров сверхъестественными существами. Для победы Арнанаку нужно выбить легионеров из южной части Валеннена. Южный материк населён людьми и находящимися с ними в дружбе иштарийцами, образовавшими Союз. Военачальник южан Ларека понимает всю опасность наступления северян, но ассамблея Союза решает оставить Валеннен.
На Иштаре высаживаются военные Космофлота, но местные проблемы их не интересуют, так как разгорелся конфликт с межзвёздной цивилизацией Наксов. Военные организуют базу и реквизируют местные ресурсы. Героиня романа Джил Конуэй отправляется вместе с Ларекой, решившим сражаться до последнего, в Валеннен, но в пути её захватывает Арнанак. Пользуясь случаем, она исследует Т-жизнь, к которой относятся и дауры, проявляющуюся только в Валеннене. Сами дауры миллионы лет назад перебрались с погибшей планеты гиганта Ану и привезли с собой Дар — звёздную карту, которой завладел Арнанак. К ней в заключении присоединяется её возлюбленный, инженер Иен Старлинг, ему удаётся пронести с собой радиопередатчик.
Тем временем в боях за планету Мундомар, населённую людьми и наксами, в войну между которыми вмешалась сначала Земная федерация, а потом и Наксанская Лига, погибает брат Джил. Возмущённое население Иштар начинает всеобщую забастовку против сил Космофлота. Командир Дежерин узнаёт, что заговорщики выкрали партию взрывчатки со склада Космофлота, они собираются вооружиться и идти на помощь Лареке, которого осаждают варвары Арнанака. Ларека погибает при штурме форта. Дежерин летит в Валеннен, забирает Джил и Иена и даёт им захватить свой самолёт, после чего наносит авиаудар по войску тассуров, Арнанак погибает. Герои забирают Дар и добровольно сдаются прибывшим земным следователям, чтобы рассказать на Земле всю правду.
Эпилог: Выслушав рассказ, трибун решает устроить открытый процесс над героями, оправдать их и использовать внимание общества, с целью добиться начала мирных переговоров с наксами и окончания бессмысленной войны.